# Vazoaktivni intestinalni peptid
Vazoaktivni intestinalni peptid (VIP) je peptidni hormon koji sadrži 28 aminokiselinskih ostataka. On se proizvodi u mnogim delovima ljudskog tela: crevima, pankreasu i suprahiazmatičnom jezgru hipotalamusa u mozgu. Kod ljudi je vazoaktivni intestinalni peptid kodiran VIP genom.
Vreme poluraspada VIP proteina (T1/2) u krvi je oko dva minuta.

## Funkcija
VIP ima uticaja na nekoliko različitih delova tela:
- U sistemu organa za varenje, VIP izgleda da indukuje relaksaciju glatkih mišića, stimuliše izlučivanje vode u pankreasni sok i žuč, i izaziva inhibiciju izlučivanja gastrične kiseline i apsorpciju iz creva lumena.[4] Njegova uloga u crevima je da znatno stimuliše izlučivanje vode i elektrolita,[5] kao i stimulacija kontrakcija crevnih glatkih mišića, dilatacija perifernih krvnih žila, stimulacija pankresne sekrecije bikarbonata, i inhibicija gastrin-stimulisane sekrecije gastrične kiseline. Ovi efekti se dopunjavaju u povećanju motilnosti.[6]
- On takođe uzima učešće u stimulaciji sekrecije pepsinogena.[7]

## Dodatna literatura
- Fahrenkrug J (2002). „Gut/brain peptides in the genital tract: VIP and PACAP”. Scand. J. Clin. Lab. Invest. Suppl. 234: 35—9. PMID 11713978.
- Delgado M, Pozo D, Ganea D (2004). „The significance of vasoactive intestinal peptide in immunomodulation”. Pharmacol. Rev. 56 (2): 249—90. PMID 15169929. doi:10.1124/pr.56.2.7.
- Conconi MT, Spinazzi R, Nussdorfer GG (2006). „Endogenous ligands of PACAP/VIP receptors in the autocrine-paracrine regulation of the adrenal gland”. Int. Rev. Cytol. 249: 1—51. PMID 16697281. doi:10.1016/S0074-7696(06)49001-X.
- Hill JM (2007). „Vasoactive intestinal peptide in neurodevelopmental disorders: therapeutic potential”. Curr. Pharm. Des. 13 (11): 1079—89. PMID 17430171. doi:10.2174/138161207780618975.
- Gonzalez-Rey E, Varela N, Chorny A, Delgado M (2007). „Therapeutical approaches of vasoactive intestinal peptide as a pleiotropic immunomodulator”. Curr. Pharm. Des. 13 (11): 1113—39. PMID 17430175. doi:10.2174/138161207780618966.
- „Quaternary structure of rabbit skeletal muscle glycogen synthetase” [Quaternary structure of rabbit skeletal muscle glycogen synthetase]. Doklady Akademii Nauk SSSR. 222 (4): 997—1000. 1975. PMID 807467.
- Kitamura K; Kangawa K; Kawamoto M;  . (1992). „Isolation and characterization of peptides which act on rat platelets, from a pheochromocytoma”. Biochem. Biophys. Res. Commun. 185 (1): 134—41. PMID 1318039. doi:10.1016/S0006-291X(05)80966-0.
- Glowa JR; Panlilio LV; Brenneman DE;  . (1992). „Learning impairment following intracerebral administration of the HIV envelope protein gp120 or a VIP antagonist”. Brain Res. 570 (1-2): 49—53. PMID 1617429. doi:10.1016/0006-8993(92)90562-N.
- Theriault Y, Boulanger Y, St-Pierre S (1991). „Structural determination of the vasoactive intestinal peptide by two-dimensional H-NMR spectroscopy”. Biopolymers. 31 (4): 459—64. PMID 1863695. doi:10.1002/bip.360310411.
- Gozes I, Giladi E, Shani Y (1987). „Vasoactive intestinal peptide gene: putative mechanism of information storage at the RNA level”. J. Neurochem. 48 (4): 1136—41. PMID 2434617. doi:10.1111/j.1471-4159.1987.tb05638.x.
- Yamagami T; Ohsawa K; Nishizawa M;  . (1988). „Complete nucleotide sequence of human vasoactive intestinal peptide/PHM-27 gene and its inducible promoter”. Ann. N. Y. Acad. Sci. 527: 87—102. PMID 2839091. doi:10.1111/j.1749-6632.1988.tb26975.x.
- Bodner M, Fridkin M, Gozes I (1985). „Coding sequences for vasoactive intestinal peptide and PHM-27 peptide are located on two adjacent exons in the human genome”. Proc. Natl. Acad. Sci. U.S.A. 82 (11): 3548—51. PMC 397822 . PMID 2987932. doi:10.1073/pnas.82.11.3548.
- DeLamarter JF; Buell GN; Kawashima E;  . (1985). „Vasoactive intestinal peptide: expression of the prohormone in bacterial cells”. Peptides. 6 Suppl 1: 95—102. PMID 2995945. doi:10.1016/0196-9781(85)90016-6.
- Linder S; Barkhem T; Norberg A;  . (1987). „Structure and expression of the gene encoding the vasoactive intestinal peptide precursor”. Proc. Natl. Acad. Sci. U.S.A. 84 (2): 605—9. PMC 304259 . PMID 3025882. doi:10.1073/pnas.84.2.605.
- Gotoh E, Yamagami T, Yamamoto H, Okamoto H (1989). „Chromosomal assignment of human VIP/PHM-27 gene to 6q26----q27 region by spot blot hybridization and in situ hybridization”. Biochem. Int. 17 (3): 555—62. PMID 3202886.
- Yiangou Y; Di Marzo V; Spokes RA;  . (1987). „Isolation, characterization, and pharmacological actions of peptide histidine valine 42, a novel prepro-vasoactive intestinal peptide-derived peptide”. J. Biol. Chem. 262 (29): 14010—3. PMID 3654650.
- Gozes I, Bodner M, Shani Y, Fridkin M (1986). „Structure and expression of the vasoactive intestinal peptide (VIP) gene in a human tumor”. Peptides. 7 Suppl 1: 1—6. PMID 3748844. doi:10.1016/0196-9781(86)90156-7.
- Tsukada T; Horovitch SJ; Montminy MR;  . (1985). „Structure of the human vasoactive intestinal polypeptide gene”. DNA. 4 (4): 293—300. PMID 3899557.
- Heinz-Erian P, Dey RD, Flux M, Said SI (1985). „Deficient vasoactive intestinal peptide innervation in the sweat glands of cystic fibrosis patients”. Science. 229 (4720): 1407—8. PMID 4035357. doi:10.1126/science.4035357.
- Bloom SR; Christofides ND; Delamarter J;  . (1984). „Diarrhoea in vipoma patients associated with cosecretion of a second active peptide (peptide histidine isoleucine) explained by single coding gene”. Lancet. 2 (8360): 1163—5. PMID 6139527.